# ایستون (ویرجینیای غربی)
ایستون (به انگلیسی: Easton) یک منطقهٔ مسکونی در ایالات متحده آمریکا است که در شهرستان مونونگالیا، ویرجینیای غربی واقع شده‌است. ایستون ۳۱۴٫۸۶ متر بالاتر از سطح دریا واقع شده‌است.